# Semproniano
Semproniano es una localidad italiana de la provincia de Grosseto , región de Toscana, con 1.206 habitantes.

Ubicación de la ciudad de Semproniano dentro de la provincia de Grosseto.

## Evolución demográfica
| Gráfica de evolución demográfica de Semproniano entre 1861 y 2001 |
|                                                                   |
| Fuente ISTAT - Elaboración gráfica por parte de Wikipedia         |